# Sprachatlas von Bayerisch-Schwaben

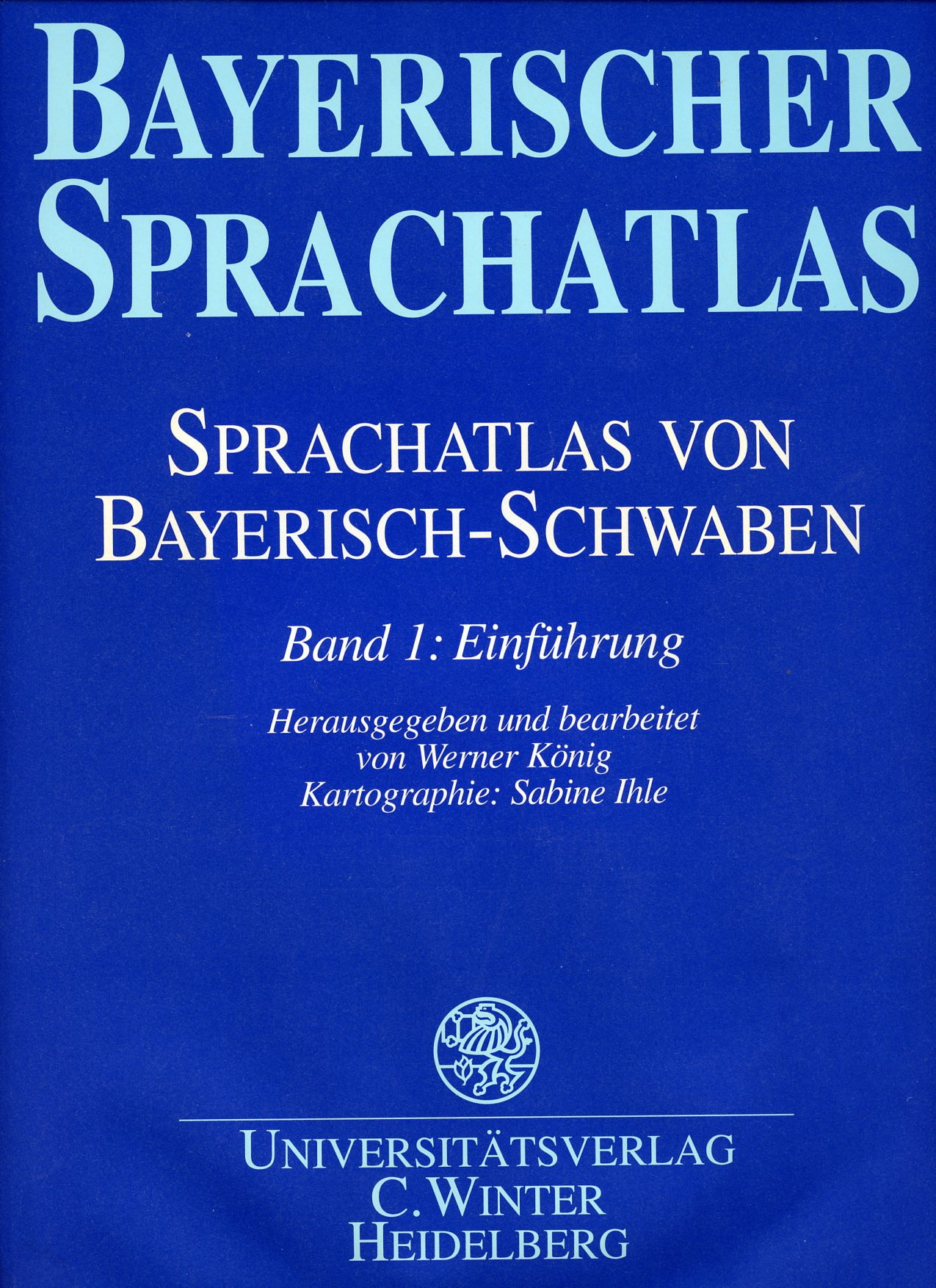
Sprachatlas von Bayerisch-Schwaben, Titel Band 1

Der Sprachatlas von Bayerisch-Schwaben (SBS)  dokumentiert die geographisch bedingte Variation, die Sprachgeographie der Dialekte in Bayerisch-Schwaben. Er entstand im Rahmen des gesamtbayerischen Projekts „Bayerischer Sprachatlas“.

## Allgemeines, Finanzierung
Der Sprachatlas von Bayerisch-Schwaben (SBS) entstand an der Universität Augsburg unter der Leitung von Werner König. Er wurde in der Explorationsphase (1984–1989) hauptsächlich finanziell getragen von der Deutschen Forschungsgemeinschaft (DFG), dem Freistaat Bayern und dem Regierungsbezirk Schwaben. Die Publikationsarbeiten von 1990 bis 2009 förderten die DFG und der Freistaat Bayern sowie einige kleinere Kostenträger. Der SBS ist Teil des Bayerischen Sprachatlasses und als ältestes Projekt dessen Vorreiter. Er ist mit ungefähr 2700 Einzelkarten und 14 Bänden (in 16 Teilen) der umfangreichste Sprachatlas, den es im deutschsprachigen Raum gibt.

## Methode
(Quelle:)

### Untersuchungsgebiet
Das Untersuchungsgebiet richtet sich an den Nachbarprojekten Südwestdeutscher Sprachatlas (SSA) und Vorarlberger Sprachatlas mit Einschluss des Fürstentums Liechtenstein, Westtirols und des Allgäus (VALTS) aus. Im Süden wurde das bayerische Allgäu südlich von Kempten nicht erfasst, weil es bereits im VALTS behandelt wird. Im Norden und Osten wurde über Bayerisch-Schwaben teilweise hinausgegangen nach Mittelfranken und Oberbayern. Die Ausdehnung nach Osten hatte den Vorteil, dass so das Übergangsgebiet vom Schwäbischen zum Bairischen eingeschlossen wurde. Von den 1135 Altgemeinden des Untersuchungsgebiets vor der Gebietsreform von 1972 erscheinen 272 als Aufnahmepunkte im SBS.

### Exploratoren
Für den SBS waren ab 1984 drei sprachwissenschaftlich ausgebildete Exploratoren unterwegs (Manfred Renn, Edith Funk und Brigitte Schwarz). Sie waren jeweils für eine Reihe von Orten zuständig, die in einem geschlossenen Gebiet liegen. So kann auf den Karten nachvollzogen werden, ob eine vermeintliche Sprachgrenze den tatsächlichen Gegebenheiten entspricht oder ob vielleicht nur bestimmte exploratorenspezifische Transkriptionsgewohnheiten vorliegen.

### Nebenprojekte im Rahmen des SBS
Im Rahmen der Erhebungen zum SBS wurden noch zwei weitere Korpora erhoben:
- Zur Ermittlung der der Standardsprache am nächsten stehenden Sprachvarietät wurde an den meisten Aufnahmeorten zusätzlich je einer Gewährsperson eine knapp 400 Wörter umfassende Liste vorgelegt mit der Bitte, diese vorzulesen. Diese Befragung wurde auf Tonband aufgenommen. 241 solcher Aufnahmen liegen vor. Im Rahmen der Dissertation von Bernadette Wecker wurden diese Vorleselisten ausgewertet[2].
- Um Erkenntnisse über Dialektverschriftung zu gewinnen, wurde an den meisten Aufnahmeorten je einer Gewährsperson eine Liste mit knapp 200 Wörtern vorgelegt, mit der Anweisung, diese in den örtlichen Dialekt zu übersetzen. 235 solcher Schreiblisten mit dialektalen Laienschreibungen liegen vor. Diese Dialektverschriftlichungen wurden im Rahmen der Dissertation von Stefan Kleiner den gleichzeitig in direkter Methode erhobenen Lautungen gegenübergestellt.[3]

### Gewährspersonen
An jedem Ort wurden drei bis vier weibliche oder männliche Gewährspersonen ausgewählt, die bereit waren, eine Woche lang Fragen zum Sprachgebrauch im Ort zu beantworten. Als Gewährspersonen kamen nur Einheimische in Frage, die den größten Teil ihres Lebens an dem Ort verbracht hatten, und deren Eltern und am besten auch noch deren Großeltern aus dem Ort stammten. Diese Kriterien erfüllten in der Regel nur Personen, die in der Landwirtschaft tätig waren. Nur wenige Informanten waren Angehörige des alten Handwerks. Das Durchschnittsalter betrug ungefähr 74 Jahre. Insgesamt wurden etwa 950 Gewährspersonen befragt.

### Befragung
Die Befragung der Gewährspersonen fand in den Wintermonaten statt, da die meisten Informanten in der Landwirtschaft tätig waren und somit im Sommer keine Zeit aufbringen konnten. Durchschnittlich nahm eine vollständige Aufnahme an einem Befragungsort vier bis fünf Tage in Anspruch. Der SBS dokumentiert die Sprache des Untersuchungsgebiets, wie sie am Ende des 20. Jahrhunderts von einer vorwiegend bäuerlichen Sprecherschicht in einer für die Aufnahmen geschaffenen Situation mit einem bestimmten Ziel – ,älteste’ noch erreichbare Sprachformen – produziert wurde. Die Antworten der Gewährspersonen wurden von den Exploratoren direkt in der Lautschrift Teuthonista in das Fragebuch notiert. Eine Befragungssequenz wurde zur Kontrolle jeweils auf Tonkassetten aufgenommen. Um sachliche Unterschiede bei den erfragten Gegenständen festzuhalten, wurden Fotos oder Skizzen gemacht.
Als Ergebnis dieser Befragung liegen vor:
- ca. 70.000 lautschriftlich beschriebene Seiten Papier[4]
- ca. 400 Stunden Tonaufnahmen[5]
- ca. 1.000 Fotos[6]

### Fragebuch
Das Fragebuch lehnt sich inhaltlich eng an die Fragebücher an, mit denen beim Sprachatlas der deutschen Schweiz, beim Vorarlberger Sprachatlas und beim Südwestdeutschen Sprachatlas erhoben wurde, um die spätere Vergleichbarkeit des in diesen alemannischen Atlaswerken gebotenen Materials zu sichern. Das Fragebuch des SBS enthält insgesamt 2237 einzelne Fragen zu Lautung, Grammatik und Wortschatz. Zahlreiche Abbildungen halfen beim Evozieren der gewünschten Bezeichnungen. Es ist nach Sachgebieten gegliedert, die den gesamten ländlichen Lebenskreis umfassen. Themenbereiche sind z. B. Das Vieh und seine Pflege, Heuernte, Wagen, Karren, Mosterei, Haus, Der Mensch oder Freilebende Tiere.

### Auswertung und Publikationsarbeit
Die Aufnahmeprotokolle wurden mit einem Kodierungssystem, das beim Südwestdeutschen Sprachatlas entwickelt wurde, in den Computer eingegeben und mit dem Satzprogramm TeuTeX wieder in die Lautschrift rückverwandelt, da es damals keinen Word-kompatiblen Teuthonista-Schrifttyp gab. Mit Hilfe des im Projekt selbst entwickelten Softwarepakets Augustaplot wurden Symbolkarten erstellt, in denen an einem Ort jeweils ein Symbol den Originalbeleg oder eine seiner Eigenschaften repräsentiert. Es gibt vor allem drei verschiedene Arten von Karten: Lautkarten, Formenkarten, Wortkarten und auch einige Karten zur Syntax. Ausführliche Kommentare und Beleglisten ergänzen die Karten. Im Einführungsband von Werner König gibt es u. a. Karten zu (auch historischen) Verwaltungsgrenzen, zu Pendlern, zur Dialektgliederung, zum Einkaufsverhalten, zu subjektiven Dialektgrenzen, zur Landschaftszugehörigkeit und zu gefühlten „ethnischen“ Großräumen.

## Geschichte
- ab 1976: Erarbeitung einer Bibliographie zur Mundartforschung Bayerisch-Schwabens[8]
- ab 1980: Probeaufnahmen von Werner König mit dem Fragebuch des SSA
- ab 1982: Erstellung der Förderanträge, Finanzierungszusagen von DFG Bezirk Schwaben und Freistaat Bayern
- 1984: Endgültige Fassung des Fragebuchs erstellt, Schulung der Exploratoren
- Herbst 1984: Beginn der Dialektaufnahmen
- 1985: Beginn der EDV-Erfassung der erhobenen Daten
- 1989: Abschluss der Erhebungsphase
- 1990: Abschluss der EDV-Erfassung, Vorbereitung der Publikationsphase
- 1991: Beginn der Arbeit an den Bänden 2 bis 6
- 1996: Beginn der Publikation mit Band 2 (Wortgeographie I)
- 2009: Abschluss der Publikation mit insgesamt 14 Bänden in 16 Teilen

## Die Bände des Sprachatlas
Die Publikation begann im Jahr 1996 mit dem zweiten Band und wurde 2006 abgeschlossen.
- Bd. 1: Einführung (Werner König): 1997
- Bd. 2: Wortgeographie I (Christine Feik). Der menschliche Körper / Körperliche und seelische Äußerungen / Die menschliche Gemeinschaft / Kleidung: 1996
- Bd. 3: Lautgeographie I: Vokalquantitäten (Manfred Renn): 1997
- Bd. 4: Lautgeographie II: Kurzvokale (Heike Heidenreich): 1999
- Bd. 5: Lautgeographie III: Langvokale / Diphthonge (Susanne Kuffer): 1998
- Bd. 6: Formengeographie I: Verbum (Edith Funk): 1998
- Bd. 7.1: Lautgeographie IV: Konsonantismus I (Sabine Ihle). Plosive 2001
- Bd. 7.2: Lautgeographie IV: Konsonantismus II (Sabine Ihle, Michael Köck, Andrea Zeisberger, Sabine Pfrenger). Frikative, Affrikaten, Liquide, Nasale, Halbkonsonanten: 2003
- Bd. 8: Wortgeographie II (Manfred Renn). Bauernhaus / Wohnung und Einrichtungsgegenstände / Wettererscheinungen / Freie Tiere / Pflanzen, Obst und Gemüse / Mosterei / Blumen: 2000
- Bd. 9.1: Formengeographie II: Nomen I (Andrea Zeisberger). Substantive, Artikel: 2003
- Bd. 9.2: Formengeographie II: Nomen II (Andrea Zeisberger). Pronomen, Adjektive, Zahlwörter, Orts- und Richtungsadverbien, Syntax: 2003
- Bd. 10: Wortgeographie III (Edith Funk). Zeiteinteilung und Grußformeln / Spielen und Spielzeug / Ernährung, Kochen und Backen / Hausarbeit / Bauern und Arbeitskräfte / Adverbien: 2005
- Bd. 11: Wortgeographie IV (Lars Löber). Rindvieh und Milchverarbeitung / Schwein, Ziege, Schaf, Pferd / Geflügelhaltung und Imkerei / Weitere Haustiere: 2001
- Bd. 12: Wortgeographie V (Manfred Renn). Gelände, Boden, Ackerbau / Getreide / Düngung und Heuernte / Hanf und Flachs: 2006
- Bd. 13: Wortgeographie VI (Andrea Hirt). Wald, Holz und Zäune / Transport / Körbe / Gefäße und Tragegestelle: 2005
- Bd. 14: Registerband (Edith Funk u. a.). Mit einem Inhalts- und Wortregister: 2009

Den gesamten SBS gibt es auch in elektronischer Form: Er wird interessierten Privatpersonen und Instituten von Werner König oder auch vom Forschungsprojekt DIBS zur Verfügung gestellt.

## Weiterführende Arbeiten auf der Basis des SBS (Auswahl)
Die Karten des SBS sind die Grundlage eines populären einbändigen Kleinen Sprachatlasses von Bayerisch-Schwaben mit 178 farbigen Karten und Kommentaren zur Geschichte des jeweils dargestellten sprachlichen Phänomens. Er hat bisher drei Auflagen erlebt mit ca. 6000 inzwischen verkauften Exemplaren.
Mit den dort enthaltenen Karten wurde von Werner König eine sprechende Form des Atlasses auf den Weg gebracht, bei dem die Karten zusammen mit originalen hörbaren Tondokumenten betrachtet werden können.
Auf der Basis der Karten des SBS entstand das von der DFG von 2008 bis 2014 geförderte Projekt „Neue Dialektometrie mit Methoden der stochastischen Bildanalyse“. Es war angesiedelt am Lehrstuhl für Deutsche Sprachwissenschaft der Universität Augsburg und wurde geleitet von Werner König und Stephan Elspaß sowie am Institut für Stochastik an der Universität Ulm und wurde dort geleitet von Volker Schmidt und Evgeny Spodarev. In ihm wurden Methoden entwickelt für die statistische Analyse von geographischen sprachlichen Varianten, um räumliche Strukturen auf der Basis des umfangreichen Materials zu gewinnen und auch um Ähnlichkeiten in diesen Strukturen zu finden. Ein Ergebnis ist das Softwarepaket "GeoLing", das es erlaubt, auch andere räumlich strukturierte Datensätze damit zu bearbeiten. Grundlegend für alle Analysen war die Annahme, dass die vorliegenden Karten mit ihrem Variantenreichtum aus Stichproben bestehen, die trotz der Standardisierungsbemühungen bei der Aufnahme nicht in jedem Fall hätten so ausfallen müssen, wie sie ausgefallen sind. Auf der Basis dieser Annahme wurden aus den Punktsymbolkarten des Sprachatlasses Flächenkarten, d. h. farbige Polygonkarten entwickelt. Sie stellen die Intensität, die Wahrscheinlichkeit des Vorkommens einer Variante dar. Diese Karten bilden die Grundlage für weitere Analysen, die in dem Projekt vorgenommen wurden.